# Hummeltal
Hummeltal è un comune tedesco di 2 488 abitanti, situato nel land della Baviera.